# Eddie Caine
Eddie Caine (* 1923 oder 1924; † 19. August 2016) war ein US-amerikanischer Jazzmusiker (Alt- und Baritonsaxophon, Flöte, Piccoloflöte), der sich auch im Bereich der Klassischen Musik betätigte.

## Leben und Wirken
Eddie Caine begann bereits während der Highschool als professioneller Musiker zu arbeiten; in dieser Zeit holte ihn der Bandleader Henry Nemo in sein Orchester, das im Grossinger’s Hotel in den Catskills auftrat. Ab 1945 kam zu ersten Aufnahmen bei Randy Brooks (Harlem Nocturne, 1946), Herbie Fields und Claude Thornhill. Zudem spielte er in den Bands und Orchestern von Muggsy Spanier, Jerry Wald, Tony Pastor, Buddy Rich, Chico Marx, Lucky Millinder und Jimmy Dorsey. Als Flötist spielte er außerdem in Theaterorchestern am New Yorker Broadway und in einem Holzbläser-Quintett. In den 1950er-Jahren wirkte er bei Aufnahmen von Buddy DeFranco, Charles Mingus (Charles Mingus Octet), Gil Evans/Miles Davis (Miles Ahead, Sketches of Spain), Ralph Burns, Tito Puente, Johnny Mandel, Lena Horne, Irene Kral/Al Cohn mit, in den frühen 1960er-Jahren noch mit Bob Brookmeyer und in der Gerry Mulligan Concert Jazz Band sowie mit Carmen McRae/Buddy Bregman und Stan Getz/Gary McFarland (Big Band Bossa Nova).
Neben dem Jazz arbeitete Caine im Bereich der Klassischen Musik; er war Mitglied im New York Saxophone Quartet (Jazz-Classical, mit Ray Beckenstein, Al Epstein, Danny Bank), Flötist im National Symphony Orchestra, bei der Metropolitan Opera und der New York City Opera. 1955 beauftragte er George Handy, für ihn ein Flötenstück zu komponieren; die mehrsätzige The Caine Flute Sonata nahm er 1984 mit dem Pianisten Neil Posner auf (sie wurde aber nicht veröffentlicht). Ferner war er Koproduzent von Harold Bennetts Lehrmaterial. Caine arbeitete im Laufe seiner 75 Jahre umfassenden Karriere in New York, Miami und Los Angeles.
Im Bereich des Jazz war er zwischen 1967 und 2016 an Aufnahmesessions beteiligt.